# Sångarfest
Sångarfest är en nationell musikfest, som vanligen pågår några dagar och vid vilka a cappella-körer för fyrstämmig manssång utförs av sångföreningar från hela landet (eller en del därav), dels sammanslutna till jättekör, dels var för sig.
De tidigaste sångarfesterna var de schweiziska (i Appenzell 1825, Zürich 1826), sydtyska (1827 och senare) och nordtyska (i början av 1830-talet). Större nationell omfattning och betydelse fick de schweiziska och tyska på 1840-talet, med aktiva deltagare i tusental, särskilt uppbyggda sångarhallar och stora festtåg. De första alltyska sångarfesterna hölls i Würzburg 1845 och Nürnberg 1861, och det 1862 bildade allmänna Tyska sångarförbundet höll från 1865 stora sångarfester i tyska och österrikiska städer, med 5–8 års mellanrum. 
I Danmark hölls 1859 en sångarfest i Helsingör med 12 deltagande körföreningar, och sedan därefter några större sångarförbund bildats, ägde en köpenhamnsk-jutländsk fest rum i Köpenhamn 1868, en andra i Århus 1874 samt alldanska sådana i Århus 1890, Odense 1895, Köpenhamn 1901 och i Ålborg 1907. I flera norska städer hölls sångarfester 1851–63, vidare 1883 i Trondheim, 1896 i Kristiania och 1909 i Stavanger. l Sverige hölls de första allsvenska sångarfesterna i Stockholm 1897, 1912 och 1916. 